# Старший лейтенант міліції
 Старший лейтенант міліції — спеціальне звання середнього начальницького складу міліції України в 1991—2015 роках. Також використовувалося чи використовується в державах, де правоохоронним еквівалентом поліції є міліція. Здебільшого це країни колишнього СРСР та «соціалістичного табору».
В Україні з 2015 року звання було замінене на «Старший лейтенант поліції».

## Використання
- СРСР — 1936—1991
- Україна — 1991—2015
- Росія — 1991—2011
- Білорусь — з 1991
- Таджикистан — з 1991
- Узбекистан — 1991—2019

## Історія звання

### СРСР
Постановою ЦВК СРСР і РНК СРСР від 26 квітня 1936 року наказом НКВС № 157 від 5 травня 1936 року для начальницького складу органів робітничо-селянської міліції НКВС СРСР були введені персональні спеціальні звання, які хоч і мали назву подібну до військових звань, але не відповідали їм. Звання «старший лейтенант міліції» відносилося до старшого начальницького складу міліції. Звання старший лейтенант міліції відповідало званню майора в сухопутних силах та капітана ІІІ рангу в військово-морських силах РСЧА. В Головному управлінні держбезпеки НКВС еквівалентним званням було спеціальне звання — «старший лейтенант державної безпеки».
9 лютого 1943 року Указом Президії Верховної Ради СРСР «Про звання начальницького складу органів НКВС і міліції» замість спеціальних звань в РСМ були введені нові, які у середнього та старшого начальницьких складів збігалися з військовими званнями РСЧА, вищий начальницький склад міліції отримав нововведені особливі спеціальні звання комісарів міліції 1, 2 та 3 рангів. Слід зауважити, що до 1943 року загальновійськовому званню «старший лейтенант» відповідало спеціальне звання «молодший лейтенант міліції».
У такому вигляді звання проіснувало до розпаду СРСР у 1991 році, після цього увійшовши до ієрархії в тих країнах, які, здобувши незалежність, залишили міліційну систему правоохоронних органів.

### Україна
Однією з країн, що в 1991 році залишили міліційну систему правоохоронних органів, стала Україна. Серед спеціальних звань української міліції збереглося і звання старший лейтенант міліції.
2 липня 2015 року згідно зі ст. 80 розділу VII («Загальні засади проходження служби в поліції») Закону України «Про Національну поліцію», були встановлені спеціальні звання поліції. Нові звання дещо відрізняються від попередніх спеціальних звань міліції, звання старший лейтенант поліції відноситься до середнього класу. Згідно з розділом ХІ «Прикінцеві та перехідні положення» при переатестації працівники міліції, що мали спеціальне звання старший лейтенант міліції, отримують спеціальне звання старший лейтенант поліції.

## Знаки розрізнення
У 1931 році в міліції для позначення посадових розрядів вводиться система знаків розрізнення посадових рангів подібна до армійської, замість попередньої своєрідної системи, побудованої на використанні на петлицях певної кількості «геральдичних щитів». У новій системі молодший командний склад позначався певною кількістю трикутників на петлицях, середній командний та начальницький склад — квадратів («кубарів»), старший командний та начальницький склад — прямокутників («шпал»), вищий командний та начальницький склад — ромбів. В 1936 році в РСМ НКВС вводяться персональні спеціальні звання, а також повністю змінюються знаки розрізнення. На петлицях начальницького складу з'являються просвіти, кількістю відповідною до складу носія. Середній начальницький склад мав по одному просвіту, старший — два, вищий — три просвіти. Також на петлицях, в залежності від звання розташовувалися сріблясті п'ятипроменеві зірочки. Старший лейтенант міліції мав на петлицях з двома просвітами по одній зірочці.
З 1939 року, коли в міліції були введені знаки розрізнення армійського зразка (аналогічні використовувалися у військах НКВС), старший лейтенант міліції, отримують на бірюзові петлиці з червоними кантами по дві «шпали» вкриті синьою емаллю.
В 1943 року згідно з наказом № 126 від 18 лютого відповідно до Указу Президії Верховної Ради від 9 лютого 1943 року «О введенні нових знаків розрізнення для особового складу органів і військ НКВС» вводяться нові однострої, та нові знаки розрізнення. Замість петлиць вводяться погони на яких стали розміщуватися знаки розрізнення. Також відбувається уніфікація спеціальних звань з військовими (за виключенням вищого складу). Старші лейтенанти міліції аналогічно до армійських мали на срібних погонах з одним бірюзовим поздовжнім просвітом, по три маленькі металеві золотисті п'ятипроменеві зірочки.
В 1969 року в МВС СРСР вводяться нові однострої темно-сірого кольору («маренго») замість синіх, погони також стають сірими з червоними кантами та просвітами.
Після здобуття в 1991 році Україною незалежності, перший час використовувався однострій радянської міліції.
Постановою Верховної Ради України від 22 квітня 1993 р. № 3135-XII «Про спеціальні звання, формений одяг та знаки розрізнення в органах внутрішніх справ України» встановлені спеціальні звання для осіб начальницького та рядового складу органів внутрішніх справ.
Згідно з наказом МВС України № 535 від 24 травня 2002 року «Про затвердження Правил носіння форменого одягу та знаків розрізнення особами начальницького і рядового складу органів внутрішніх справ, військовослужбовцями спеціальних моторизованих військових частин міліції внутрішніх військ Міністерства внутрішніх справ України» були переглянуті знаки розрізнення та однострої.
Таблиця 1.
| 1935 | 1939 | 1939 | 1943 | 1947 | 1958-1961 | 1958-1961 | 1958-1961 |
| ---- | ---- | ---- | ---- | ---- | --------- | --------- | --------- |
|      |      |      |      |      |           |           |           |

Таблиця 2.
| 1965 | 1965 | 1965 | 1965 | 1969-1977 | 1969-1977 | 1969-1977 | 1969-1977 |
| ---- | ---- | ---- | ---- | --------- | --------- | --------- | --------- |
|      |      |      |      |           |           |           |           |

## Кінематограф
- У 1982 році вийшов радянський драматичний художній фільм «Інспектор ДАІ», поставлений на кіностудії ім. М. Горького, режисера Ельдора Уразбаєва. Головним героєм стрічки є принциповий інспектор ДАІ, старший лейтенант міліції Зикін (роль виконує  Сергій Никоненко). У стрічці підіймається тема тотальної корупції в радянському суспільстві пізнього СРСР.
- У 1989 році вийшла радянсько-польська кінокомедія «Дежа Вю», поставлений на Одеській кіностудії», режисера Юліуша Махульського. Серед другорядних героєв є родина міліціонерів: старшого лейтенанта Жоржа та лейтенанта Афродіти Перепльотчікових. З цікавого можна назвати, що хоч події стрічки відбуваються в 1925 році, але вже міліціонери мають спеціальні звання (введені в 1936 році), а також те, що знаки розрізнення міліціонерів відповідають з армійським зразку 35-го року, але не відповідають тим, що використовувалися в міліції. Старший лейтенант Жорж Перепльотчіков використовує знаки розрізнення молодшого лейтенанта міліції зразку 1939-1943 років.